# Armatobalanus allium
Armatobalanus allium is een zeepokkensoort uit de familie van de Archaeobalanidae. De wetenschappelijke naam van de soort is voor het eerst geldig gepubliceerd in 1854 door Charles Darwin. De soort was afkomstig van het Barrier Reef bij Australië en vastgehecht op koraal van het geslacht Porites.